# Лошинь (аеропорт)
Аеропорт Лошинь — цивільний аеропорт у Хорватії, розташований на острові Лошинь. Аеропорт знаходиться за 6 км від міста Малі-Лошинь.
Аеропорт призначений в першу чергу для обслуговування місцевих і чартерних рейсів, які виконуються в курортний сезон. Злітно-посадкова смуга аеропорту здатна приймати тільки невеликі літаки.

Нині плануються роботи по збільшенню її довжини з 900 до 1260 метрів. Реалізацією цього наміру займається Приморсько-Ґоранська жупанія.
Тепер злітно-посадкова смуга 900 метрів завдовжки і 30 м завширшки. Аеропорт кваліфікований для польотів вдень.